# Riffkalk

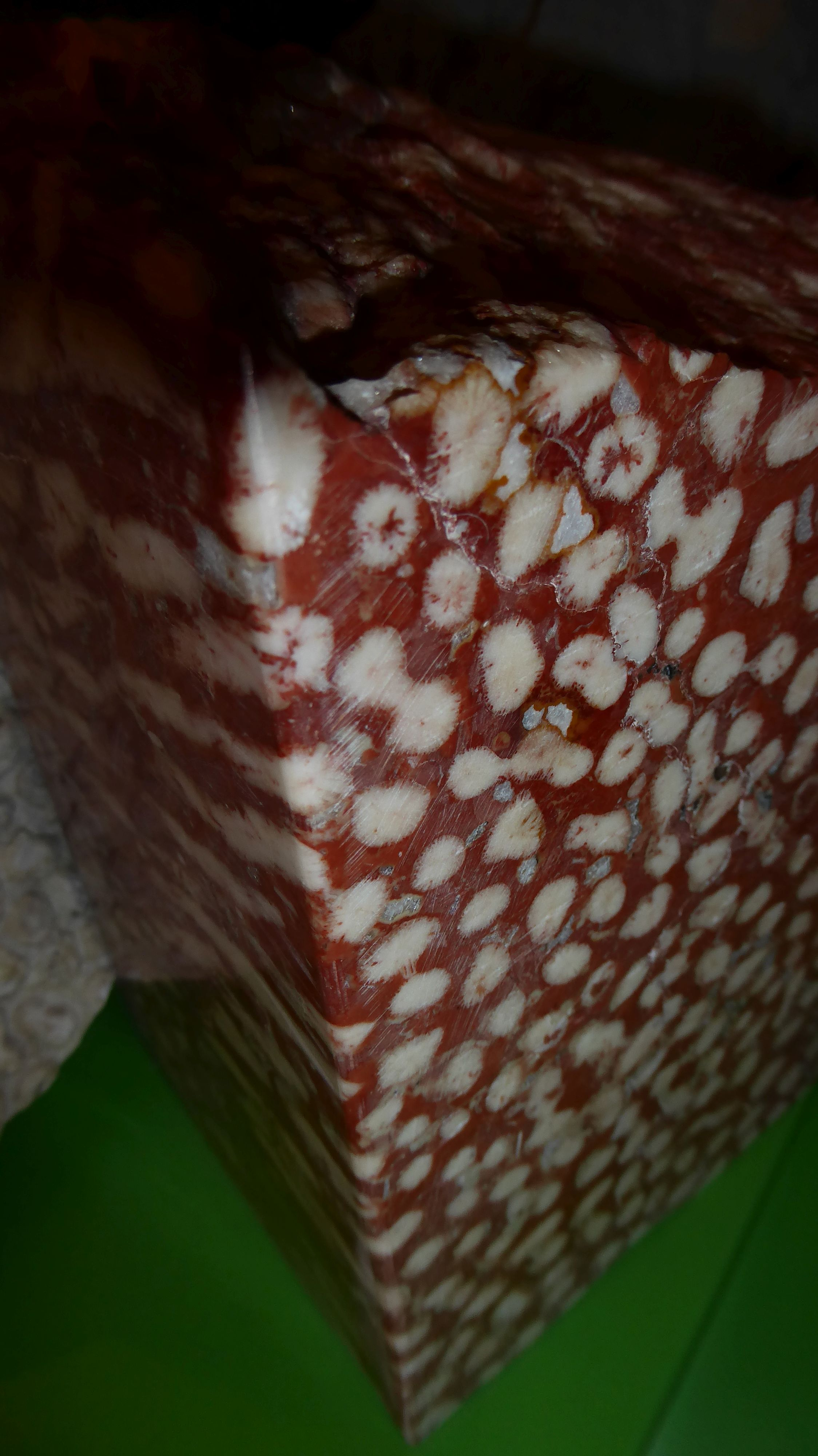
Gesägter und angeschliffener Block aus Adneter Korallenriffkalk der Sorte „Rottropf“ (obere Obertrias, Nördliche Kalkalpen). Die sich deutlich von der roten Matrix abhebenden Korallen gehören zur Gattung Thecosmilia.

Riffkalk (auch Riffkalkstein) sind Kalksteine, die aus massenhaften Ansammlungen von Korallen, Schwämmen und anderen festsitzende Meeresorganismen hervorgehen.

## Entstehung

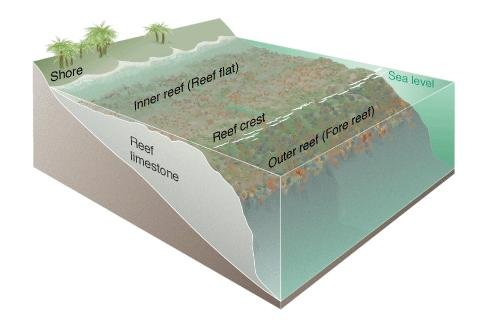
Schematischer Querschnitt durch eine Riffplattform

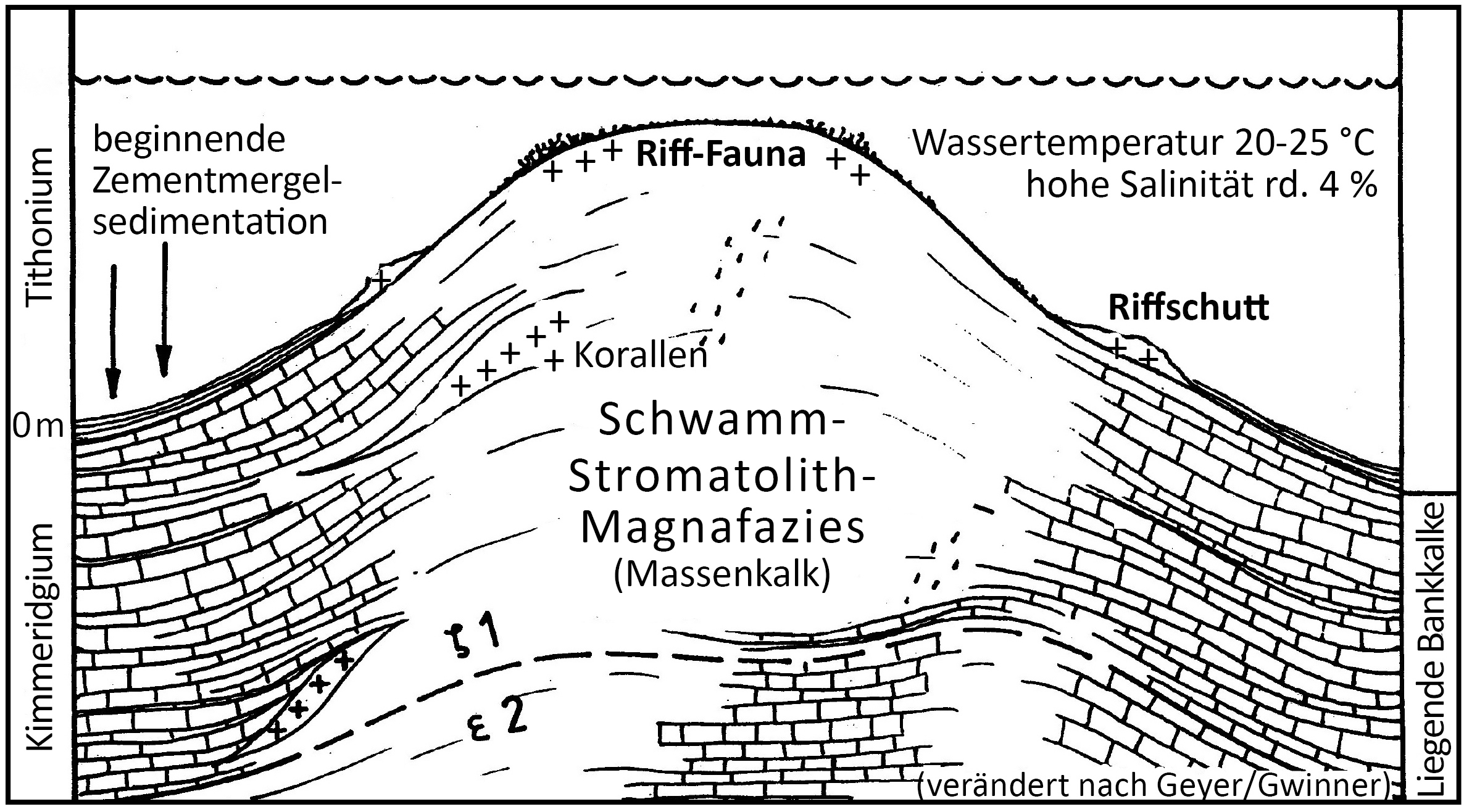
Skizze zur Massenkalk-Ablagerung für den Weißjura der Schwäbischen Alb

Riffkalke entstehen vorwiegend in küstennahen oder anderen flachen Meeresregionen. Im Gegensatz zu Schillkalken sind die Kalkskelette nicht durch Meereswellen zusammengespült worden, sondern im ursprünglichen Lebensraum der Organismen, oft in Lebendstellung (in situ), überliefert.
In den heutigen Meeren werden Riffkalke vor allem durch Steinkorallen gebildet. Die entsprechenden Riffkörper werden daher als Korallenriffe bezeichnet. Die meist winzigen, aber in großen Kolonien lebenden Korallenpolypen haben die Fähigkeit Kalk abzuscheiden. Sie bilden im Laufe von Jahrtausenden meter- bis hundertemeter hohe Riffe. Die Riffkalke bestehen teilweise auch aus Riffschutt, der durch die Meeresbrandung oder Erdbewegungen entstand. Oft sind die Strukturen, die die Riffbildner erzeugt haben, in den Riffkalken noch erkennbar.

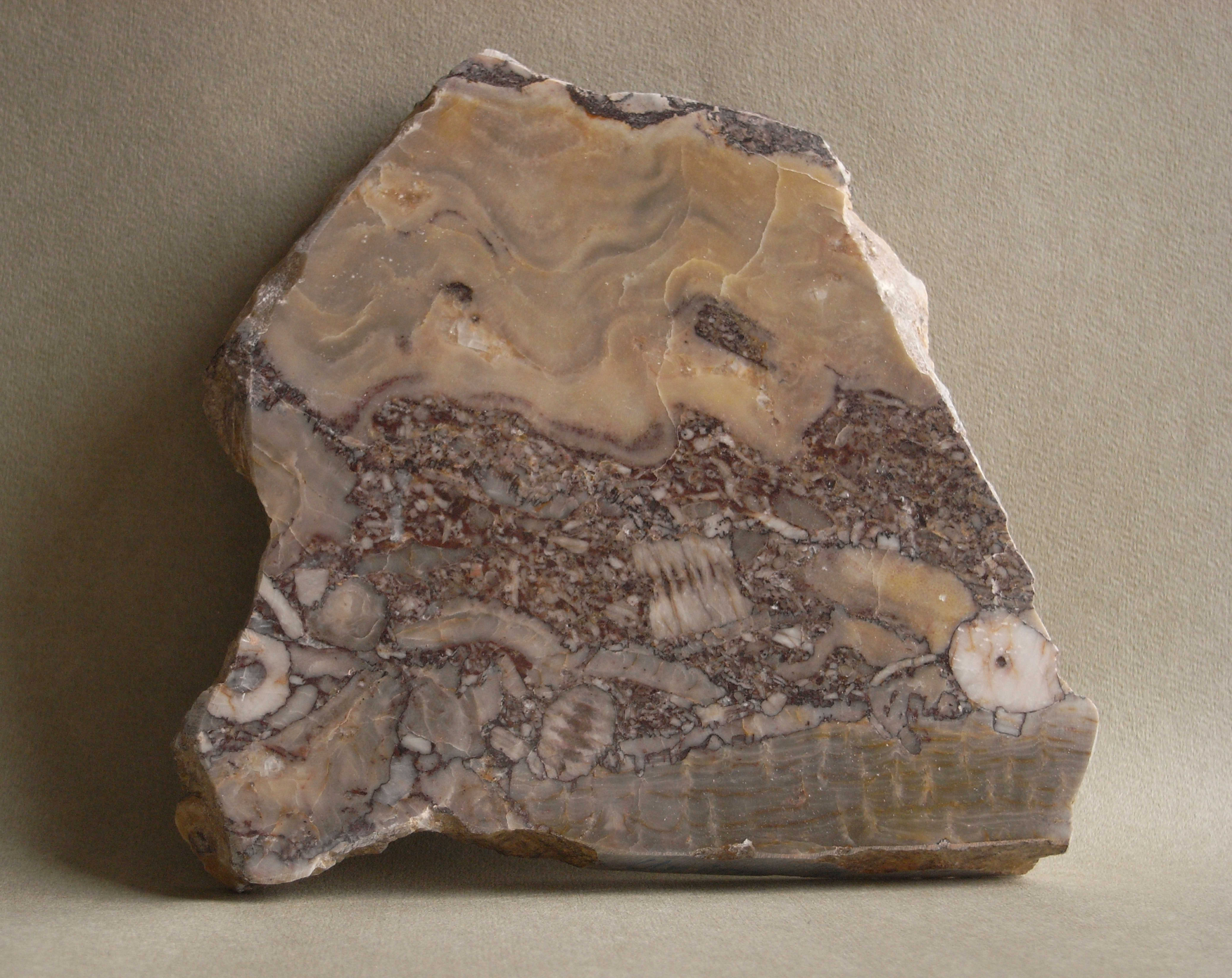
Polierte Schnittfläche eines Riffkalk-Bruchstücks, oben Stromatoporenteil, darunter bioklastische Fragmente

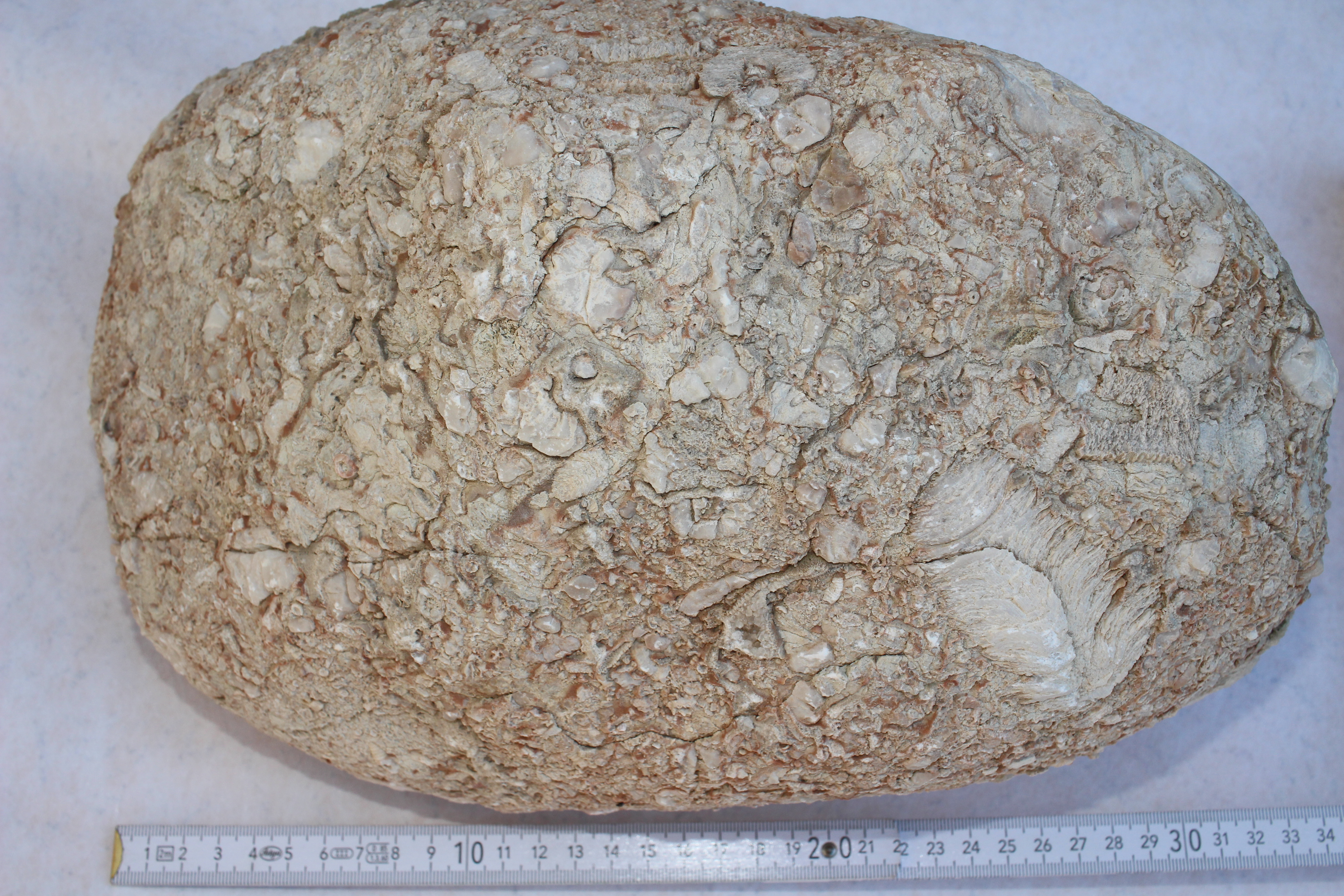
Kleiner Findling aus altpaläozoischem Riffschuttkalk (Fundort: Rügen)

### Massenkalk

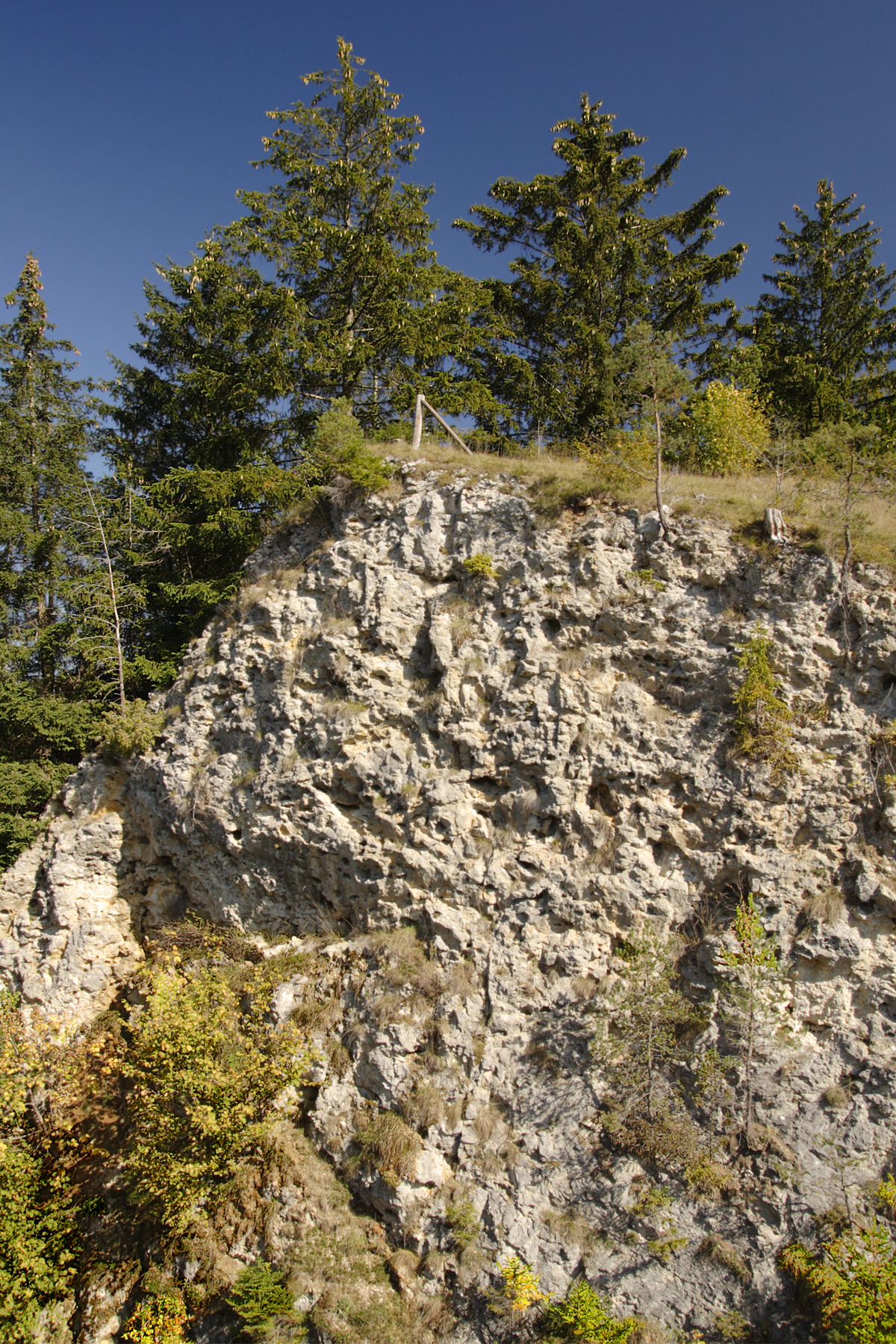
„Zuckerkörniger Lochfels“ bei Bronnen (Gammertingen, Schwäbische Alb). Massenkalk-Ablagerung; unterscheidet sich wesentlich von geschichteter Sedimentation

Besonders mächtige und ausgedehnte Riffkalkvorkommen werden häufig als Massenkalk bezeichnet, um ihn von den typischen geschichteten Bank- und Plattenkalken der normalen Sedimentation abzugrenzen: Die großen Riffkalkvorkommen sind nicht so durch Sedimentationsstörungen gegliedert, sie sind meist unstrukturiert verfestigter Riffschutt, der durch Wellenerosion oder Erdbeben gebildet wurde, seltener das gewachsene Riff selbst.
Beispiele sind in Deutschland etwa aus dem Rheinischen Schiefergebirge bekannt. Das Riffwachstum begann hier im Oberen Mitteldevon und setzte sich bis zum Beginn des Oberdevon weiter fort. Wo über einen langen Zeitraum Sedimentschüttungen ausblieben, konnten sich langgestreckte Riffe im Rheinischen Schelf aufbauen, dessen Existenz heute durch den ca. 120 km langen homogenen Massenkalkzug am Nordrand des Bergischen Landes und des Sauerlandes angezeigt wird. Dort und auch in der Eifel sowie im Lahn-Dill-Gebiet bilden mitteldevonische Riffkalke ausgedehnte Vorkommen, die an vielen Stellen für die Zementherstellung und als Naturwerksteine gewonnen werden (siehe Lahnmarmor). Diese Riffkalke sind zu einem bedeutenden Teil aus Stromatoporen (ausgestorbenen schwammähnlichen Organismen) und ausgestorbenen Korallenformen aufgebaut. Typische Leitfossilien dieses Massenkalkes sind die Armfüßer (Brachiopoda) Stringocephalus burtini und Uncites gryphus.
Geologisch jüngere Massenkalke sind etwa aus dem bis 500 m mächtigen Weißjura der Schwäbischen und Fränkischen Alb bekannt. Insbesondere auf der Mittleren Kuppenalb sind mittlere und obere (also jüngere) Schichten des Weißjura sehr häufig als Massenkalk in Form von Schwammriffen ausgebildet. Häufig sind Riffkalke auch in der Trias der Nördlichen Kalkalpen, z. B. im Tennengau als Adneter Marmor, im Wettersteinkalk und im Dachsteinkalk (meerseitige Riffzone dieses Lagunenkalks).

## Eigenschaften und Verwendung

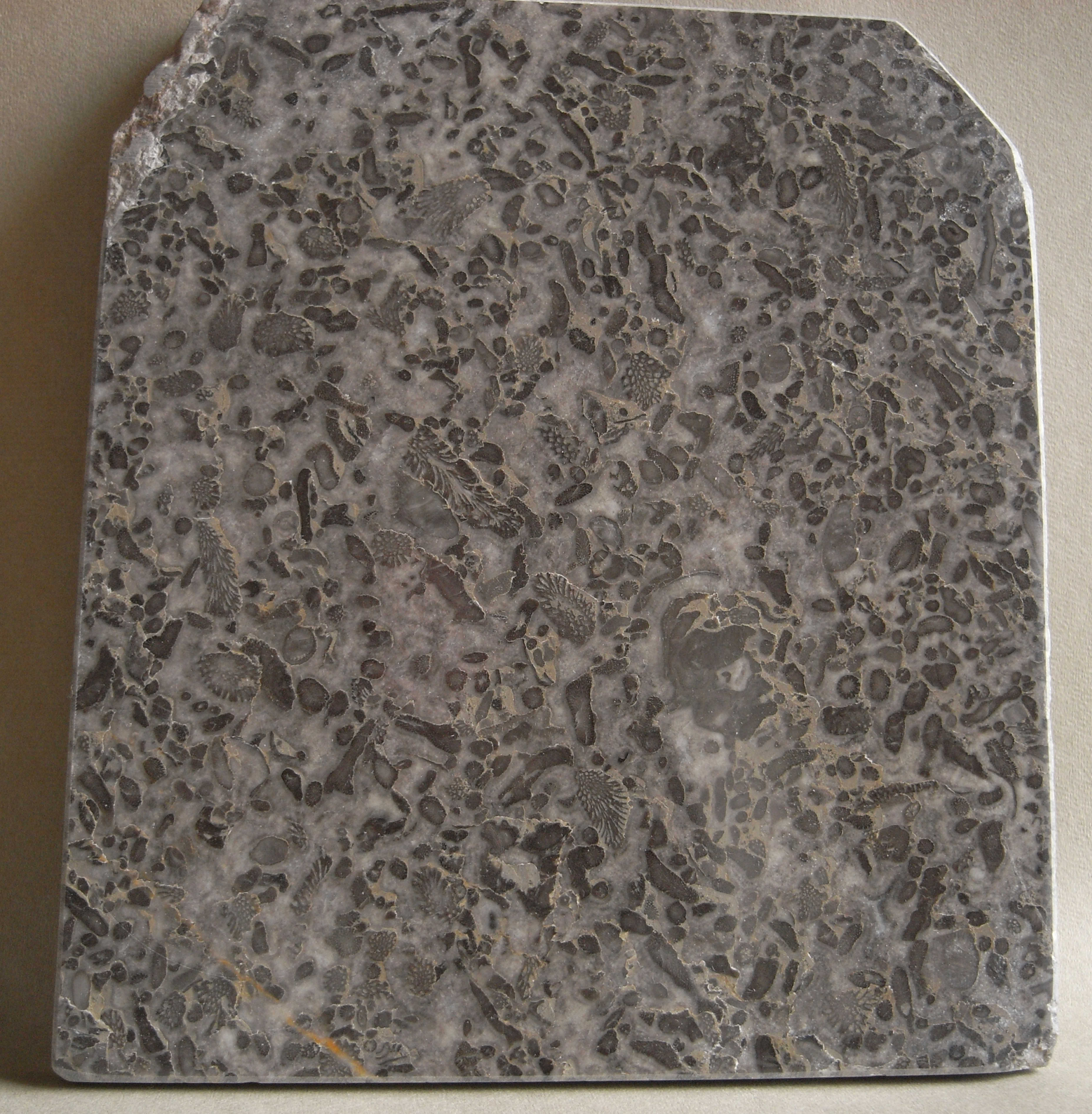
Korallenbruchstücke in einem gesägten und polierten Stück Riffkalk (Devon, Rheinisches Schiefergebirge)

Riffkalke können verschiedenartig gefärbt sein und haben eine gebändertes oder fleckenhaftes Aussehen. Die Farben der Riffkalke sind meist weißlich oder gelblich, bisweilen auch rötlich, rotbraun, braun oder grau bis schwarz.
Die Erscheinungsformen von Riffkalken sind wegen der biologischen Vielfalt in den ehemaligen Riffen sehr wechselhaft. Typische Merkmale sind einzelne Riffbruchstücke und Bioklasten wie Stromatoporenteile, kleine Gerölle von Schalentieren und Korallenteile. Sie kommen in dickbankiger, fast ungeschichteter Fazies wie auch in gebankter Form vor.
Bei den Riffkalken handelt es sich um dichte Natursteine, sie sind deshalb meistens gut polierfähig. Oft werden dichte Riffkalke fälschlicherweise als Marmor bezeichnet, so zum Beispiel der Lahn-Marmor, sie gehören jedoch zur Gesteinsfamilie der Kalksteine. Polierte Riffkalke werden in der Architektur für Innenwandbekleidungen, Bodenbeläge und Treppen verwendet. Wegen ihrer dekorativen Wirkung hat man sie zeitweilig sehr häufig zu künstlerischen und kunstgewerblichen Zwecken eingesetzt.
Wie andere Kalksteine werden Riffkalke auch als Zuschlagstoffe, etwa in der Eisenverhüttung, oder zur Zementherstellung abgebaut.

### Natursteinsorten
Riffkalke wurden, da sie polierfähig sind, historisch fälschlicherweise oft als Marmore bezeichnet.
Einige Beispiele hierfür sind:
- Weinberg-Marmor, bestehend aus Riffkalkschutt, Kerpen
- Zisterzienser-Marmor, Riffkalk, Üxheim bei Gerolstein/Eifel
- Edelfels-Marmor, Riffkalk, Diez an der Lahn
- Lahn-Marmor, früher Nassauer Marmor genannt, devonischer Riffkalk, Villmar an der Lahn
- Adneter Marmor, die Tropfmarmore sind massige, bunte rhätische Riffkalke